# Samsung Galaxy J2 Core
El Samsung Galaxy J2 Core es un teléfono inteligente basado en Android fabricado por Samsung Electronics. Fue presentado y lanzado en agosto de 2018. Es el primer teléfono Samsung en tener Go Editions de Android Oreo.

## Especificaciones

### Hardware
El J2 Core se alimenta de Exynos 7570, incluye un procesador Exynos 7570 ×4 ARM Cortex A53 CPU, un ARM Mali-T720 GPU y 1 GB de RAM. El almacenamiento de 8 GB se puede extender hasta 256 GB con una tarjeta microSD.

### Software
El J2 Core viene con Android 8.1.0 "Oreo" y Experience UI de Samsung. Es una versión especial llamada Go edition que está desarrollada para teléfonos inteligentes de gama baja.